# Finnair
Finnair – narodowe linie lotnicze Finlandii, z siedzibą w Vantaa. Jej głównym portem przesiadkowym jest port lotniczy Helsinki-Vantaa. Finnair jest piątą najstarszą nieprzerwanie działającą linią lotniczą świata.

## Historia

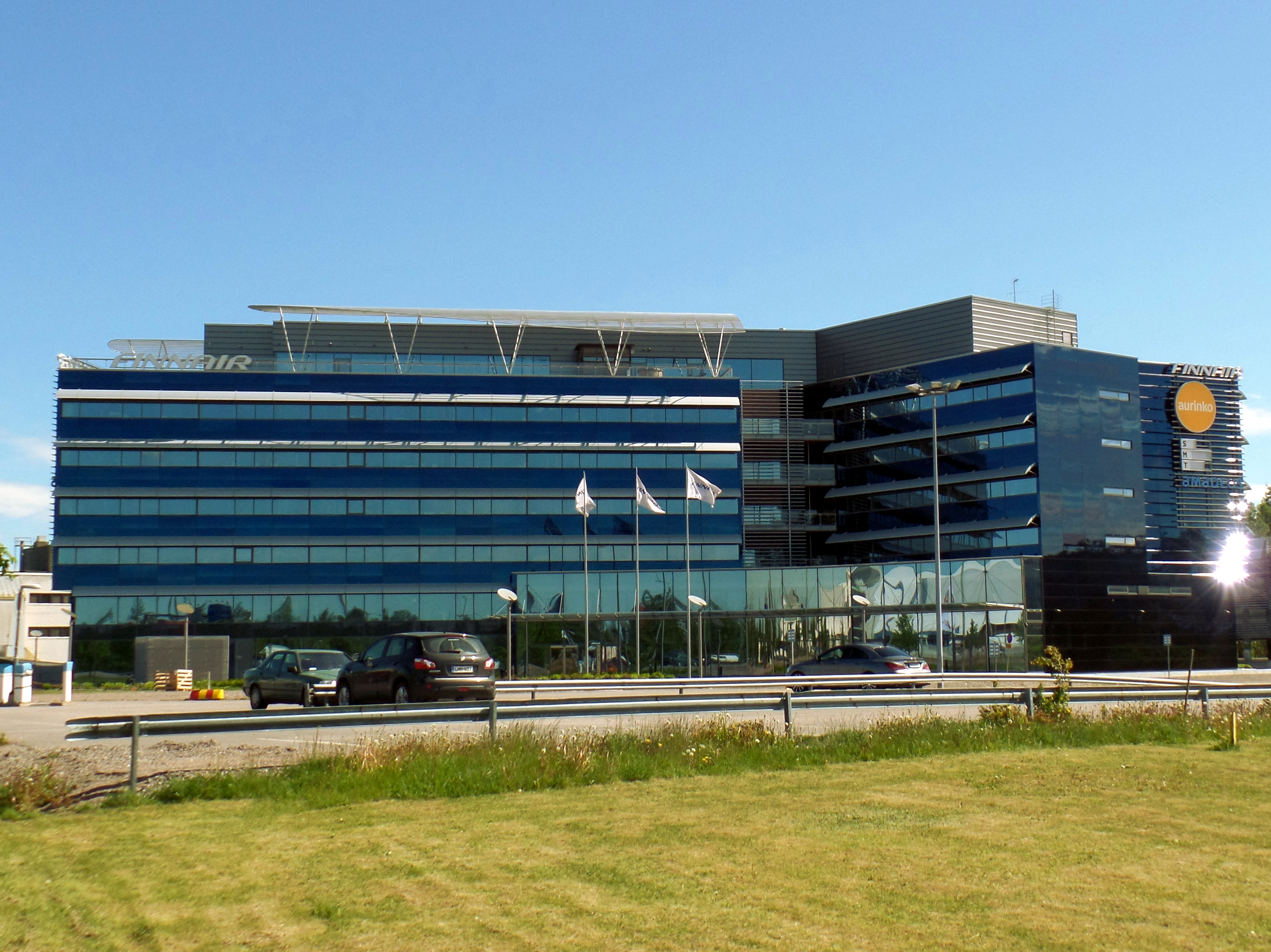
Siedziba główna firmy Finnair

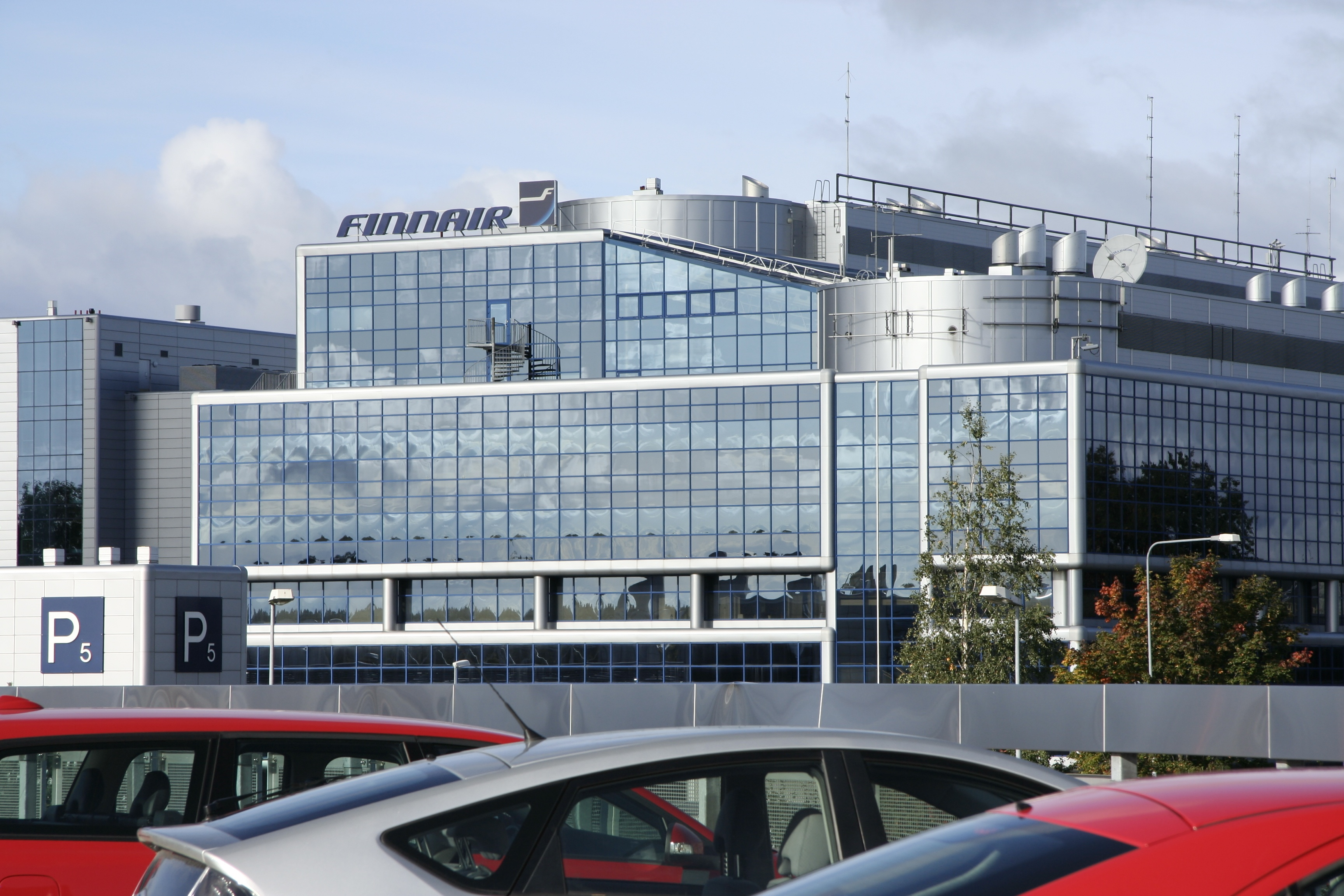
TOKE Building

Linia powstała w 1923 pod nazwą Aero O/Y. Pierwszy komercyjny lot wykonano 20 marca 1924 przewożąc 162 kg poczty z Helsinek do Tallina samolotem Junkers F 13 wyposażonym w pływaki. W pierwszych latach istnienia firmy samoloty Junkersa stanowiły podstawowe wyposażenie fińskiego przewoźnika. W 1926 do eksploatacji wszedł Junkers G 24 a w 1932 Junkers Ju 52. Początkowo, wykorzystując rozległą sieć jezior, maszyny wyposażone w pływaki, wykorzystywały akweny do startów i lądowań, zimą, pływaki zamieniano na narty. 
Dopiero w 1935 w Turku wybudowano pierwsze lotnisko a rok później w Helsinkach. Wraz z wybuchem wojny zimowej kontrolę nad liniami przejęło wojsko. Dopiero po jej zakończeniu w kwietniu 1940 wznowiono loty komercyjne. W 1941 linia otrzymała dwie pierwsze maszyny Douglas DC-2. Samoloty zostały pozyskanie od Niemiec, które z kolei zdobyły maszyny w Czechosłowacji. Kolejny konflikt ze Związkiem Radzieckim na powrót wprowadził wojskowy zarząd nad przedsiębiorstwem. 

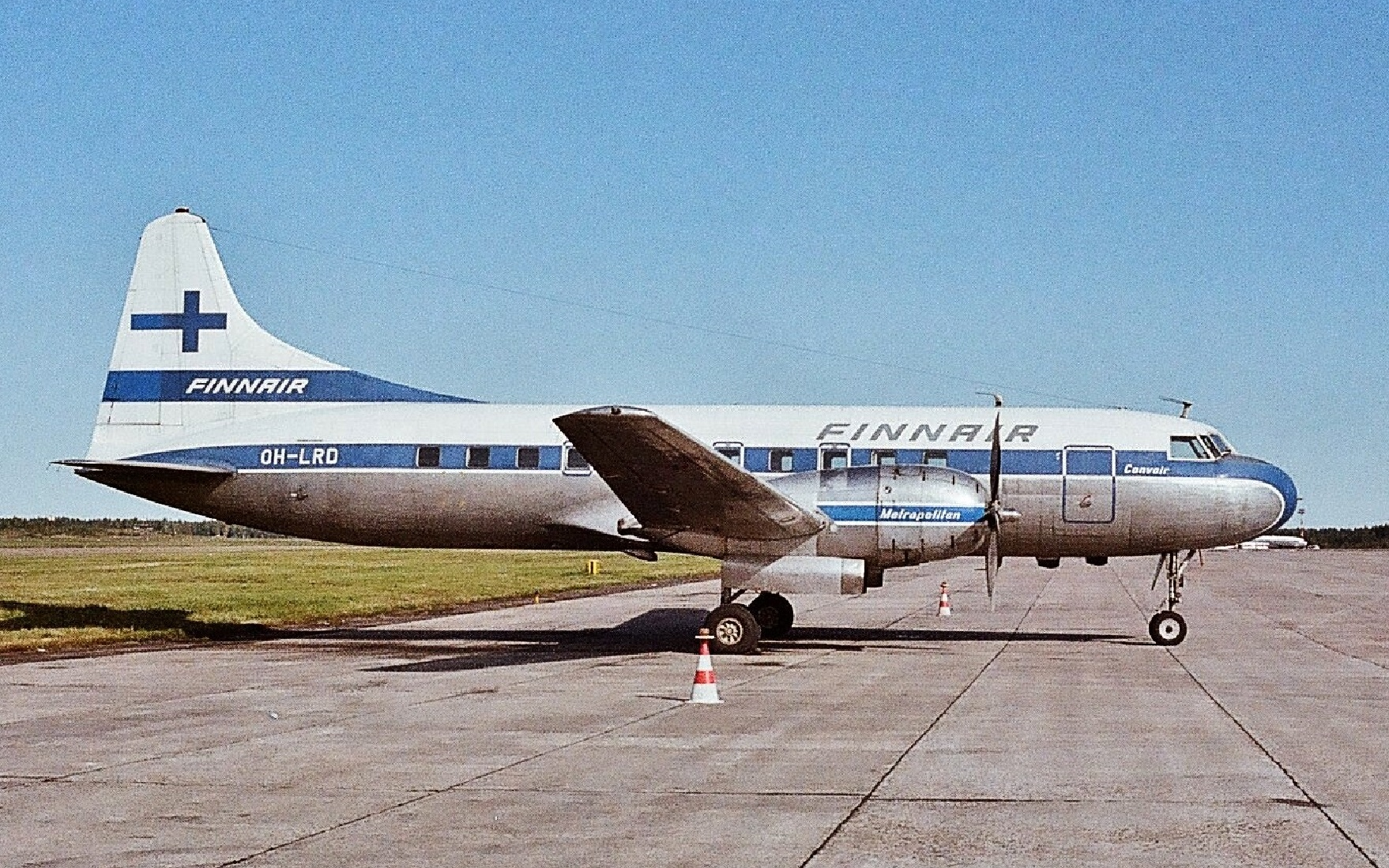
Finnair Convair 440, 1980

Po zakończeniu II wojny światowej większościowym udziałowcem firmy zostało państwo. Trzonem floty przewoźnika były pozyskane z demobilu samoloty Douglas DC-3. W latach 50. XX wieku firma pozyskała amerykańskie CV-340 i CV-440. W 1956 Finnair zainaugurował loty do Moskwy, stając się w ten sposób pierwszą linią lotniczą spoza bloku wschodniego latającą do stolicy Związku Radzieckiego. Również w tym samym roku firma zaczęła używać nazwy handlowej Finnair, która stała się oficjalną nazwą fińskiego przewoźnika 25 czerwca 1968 roku. W 1960 roku linia otrzymała pierwsze samoloty z napędem odrzutowym, były to francuskie samoloty typu Sud Aviation Caravelle. W 1969 roku zakupiono maszyny Douglas DC-8. Dzięki nim, przewoźnik mógł rozpocząć realizację lotów transatlantyckich do Nowego Jorku z międzylądowaniem w Amsterdamie. Pierwszy z takich lotów odbył się w maju 1969. 

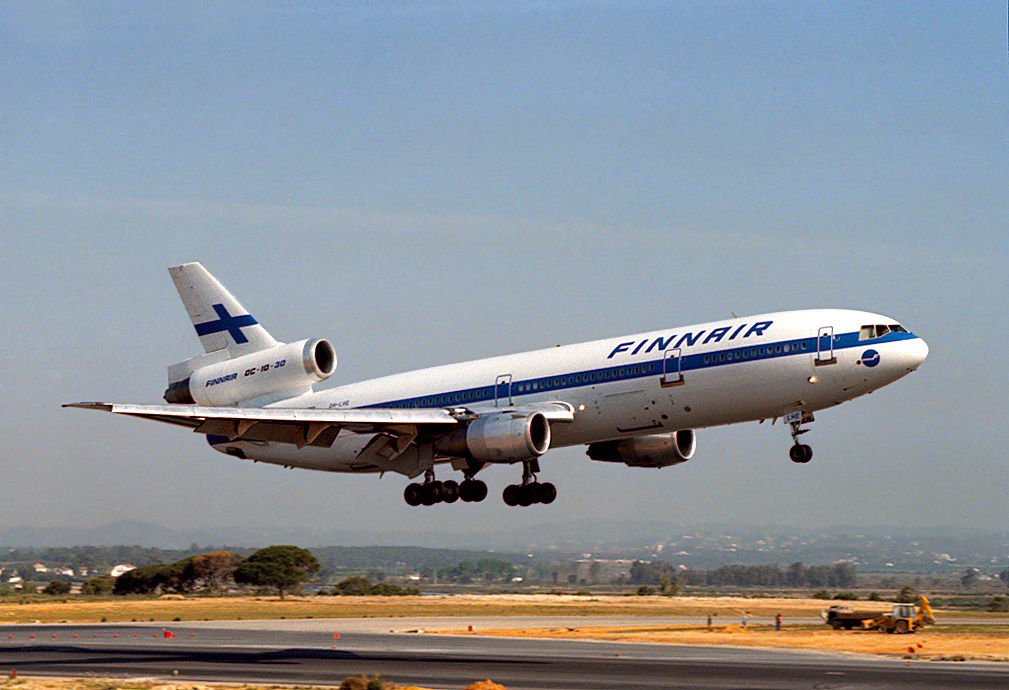
Finnair McDonnell Douglas DC-10

W 1973 fińskie linie rozpoczęły regularne loty do Warszawy, podstawową maszyną używaną na trasie do stolicy Polski, przez wiele lat był McDonnell Douglas DC-9. W 1975 roku pozyskano pierwsze szerokokadłubowe samoloty McDonnell Douglas DC-10. Pierwszy komercyjny lot, DC-10 wykonał 14 lutego 1975 na trasie Helsinki – Las Palmas na Wyspach Kanaryjskich. W 1983, Finnair został pierwszą europejską linią lotniczą, która uruchomiła bezpośrednie połączenie z Japonią. Kolejnym pionierskim połączeniem na azjatyckim kierunku lotów było uruchomienie w 1988 bezpośredniego połączenia z Pekinem, również jako pierwsza zachodnioeuropejska linia. 7 grudnia 1990 do Finlandii dotarł pierwszy z zakupionych przez przewoźnika, szerokokadłubowych McDonnell Douglas MD-11. Finnair był pierwszą linią lotniczą, której dostarczono ten typ maszyny. 20 grudnia 1990 zainaugurowano ich komercyjne wykorzystanie lotem czarterowym z Helsinek na Teneryfę.
7 października 2015, w trakcie odbywającej się w Tuluzie uroczystości, Finnair oficjalnie odebrał pierwszy egzemplarz samolotu Airbus A350 XWB stając się tym samym pierwszym europejskim użytkownikiem tego typu maszyn. Dwa dni później, 9 października samolot wykonał swój pierwszy komercyjny lot na trasie Helsinki - Amsterdam.
Finnair nie odnotowała śmiertelnego wypadku od 1963, a w przypadku lotów międzynarodowych, wcale, nie licząc samolotu zestrzelonego przez radzieckie lotnictwo w 1940 i zaginionego samolotu z dwoma generałami, prawdopodobnie uprowadzonego do ZSRR w 1927.

## Porty docelowe

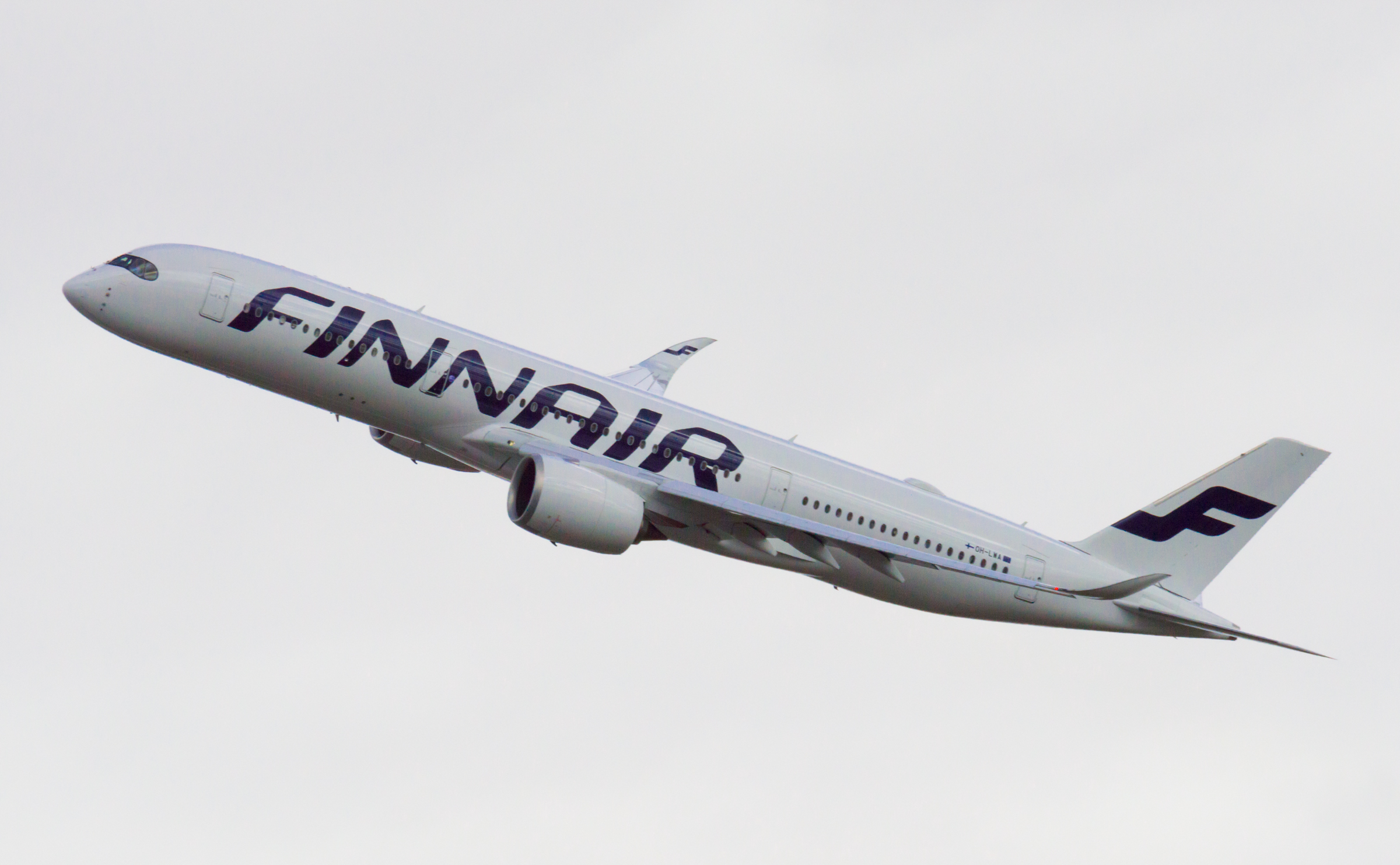
Airbus A350-900 linii Finnair wylatujący z lotniska w Tuluzie do Helsinek

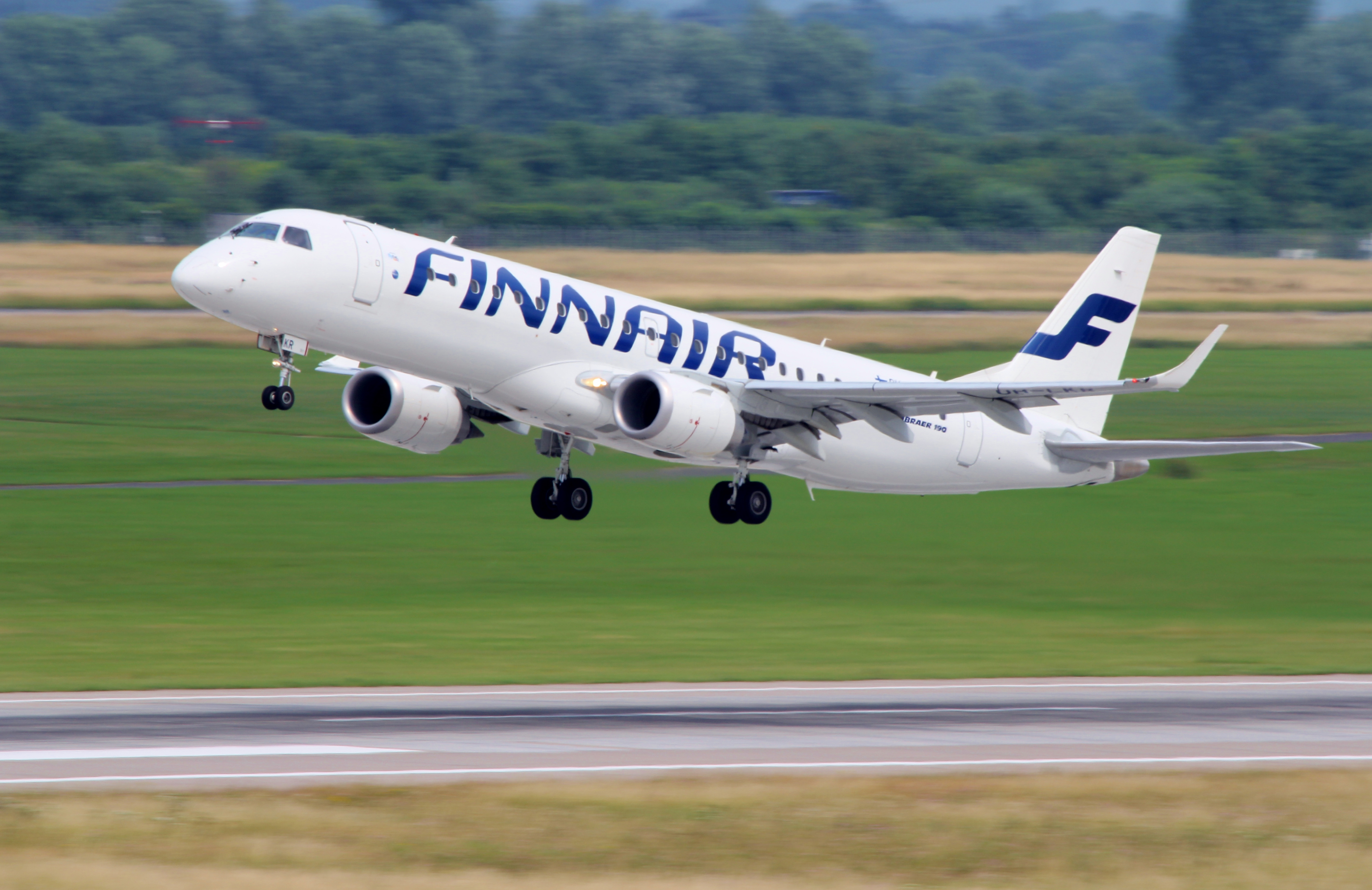
Embraer ERJ-190 należący do linii

### Ameryka Północna
- Kanada
  - Toronto (Port lotniczy Toronto-Lester B. Pearson) sezonowo
- Stany Zjednoczone
  - Boston (Port lotniczy Boston) sezonowo
  - Dallas-Fort Worth
  - Los Angeles (Port lotniczy Los Angeles) - (od 31 marca 2019)[4]
  - Nowy Jork (Port lotniczy Johna F. Kennedy’ego)
  - Chicago (Port lotniczy Chicago-O’Hare)  sezonowo

### Azja
- Chiny
  - Chongqing (Port lotniczy Chongqing-Jiangbei)
  - Hongkong (Port lotniczy Hongkong)
  - Pekin (Port lotniczy Pekin)
  - Szanghaj (Port lotniczy Szanghaj-Pudong)
- Indie
  - Bombaj (Port lotniczy Chhatrapati Shivaji)
  - Delhi (Port lotniczy Indira Gandhi)
- Izrael
  - Tel Awiw (Port lotniczy Tel Awiw-Ben Gurion) sezonowo
- Japonia
  - Nagoja (Port lotniczy Nagoja-Chūbu)
  - Osaka (Port lotniczy Kansai)
  - Tokio (Port lotniczy Tokio-Narita)
- Korea Południowa
  - Seul (Port lotniczy Seul-Incheon)
- Singapur
  - Singapur (Port lotniczy Singapur-Changi)
- Tajlandia
  - Bangkok (Port lotniczy Bangkok-Suvarnabhumi)
  - Phuket (Port lotniczy Phuket) sezonowo
- Wietnam
  - Ho Chi Minh (Port lotniczy Tân Sơn Nhất) sezonowo
- Zjednoczone Emiraty Arabskie
  - Dubaj (Port lotniczy Dubaj) sezonowo

### Europa
- Austria
  - Wiedeń (Port lotniczy Wiedeń-Schwechat)
- Belgia
  - Bruksela (Port lotniczy Bruksela)
- Bośnia i Hercegowina
  - Sarajewo (Port lotniczy Sarajewo)
- Chorwacja
  - Split – sezonowo od 5 maja 2015
- Cypr
  - Larnaka (Port lotniczy Larnaka)
  - Pafos (Port lotniczy Pafos)
- Czechy
  - Praga (Port lotniczy Praga-Ruzyně)
- Dania
  - Kopenhaga (Port lotniczy Kopenhaga-Kastrup)
- Estonia
  - Tallinn (Port lotniczy Tallinn)
- Finlandia
  - Helsinki (Port lotniczy Helsinki-Vantaa) węzeł
  - Ivalo (Port lotniczy Ivalo)
  - Joensuu (Port lotniczy Joensuu)
  - Jyväskylä (Port lotniczy Jyväskylä)
  - Kajaani (Port lotniczy Kajaani)
  - Kemi/Tornio (Port lotniczy Kemi-Tornio)
  - Kittilä (Port lotniczy Kittilä)
  - Kokkola (Port lotniczy Kokkola-Pietarsaari)
  - Kuopio (Port lotniczy Kuopio)
  - Kuusamo (Port lotniczy Kuusamo)
  - Oulu (Port lotniczy Oulu)
  - Rovaniemi (Port lotniczy Rovaniemi)
  - Tampere (Port lotniczy Tampere-Pirkkala)
  - Turku (Port lotniczy Turku)
  - Vaasa (Port lotniczy Vaasa)
- Francja
  - Nicea (Port lotniczy Nicea Lazurowe Wybrzeże)
  - Paryż (Port lotniczy Paryż-Roissy-Charles de Gaulle)
- Grecja
  - Ateny (Port lotniczy Ateny)
- Hiszpania
  - Barcelona (Port lotniczy Barcelona)
  - Madryt (Port lotniczy Madryt-Barajas)
- Holandia
  - Amsterdam (Port lotniczy Amsterdam-Schiphol)
- Irlandia
  - Dublin (Port lotniczy Dublin) sezonowo
- Litwa
  - Wilno (Port lotniczy Wilno-Porubanek)
- Łotwa
  - Ryga (Port lotniczy Ryga)
- Niemcy
  - Berlin (Port lotniczy Berlin-Tegel)
  - Düsseldorf (Port lotniczy Düsseldorf)
  - Frankfurt nad Menem (Port lotniczy Frankfurt)
  - Hamburg (Port lotniczy Hamburg)
  - Monachium (Port lotniczy Monachium)
  - Stuttgart (Port lotniczy Stuttgart)
- Norwegia
  - Oslo (Port lotniczy Oslo-Gardermoen)
- Polska
  - Kraków (Port lotniczy Kraków-Balice)
  - Warszawa (Port lotniczy Warszawa-Okęcie)
  - Gdańsk (Port lotniczy Gdańsk)
  - Wrocław (Port lotniczy Wrocław-Strachowice)
- Portugalia
  - Lizbona (Port lotniczy Lizbona-Portela)
- Rosja
  - Moskwa (Port lotniczy Moskwa-Szeremietiewo)
  - Petersburg (Port lotniczy Petersburg-Pułkowo)
- Rumunia
  - Bukareszt (Port lotniczy Bukareszt-Otopeni)
- Słowenia
  - Lublana (Port lotniczy Lublana)
- Szwajcaria
  - Genewa (Port lotniczy Genewa-Cointrin)
  - Zurych (Port lotniczy Zurych-Kloten)
- Szwecja
  - Göteborg (Port lotniczy Göteborg-Landvetter)
  - Sztokholm (Port lotniczy Sztokholm-Arlanda)
- Ukraina
  - Kijów (Port lotniczy Kijów-Boryspol)
- Wielka Brytania
  - Edynburg (Port lotniczy Edynburg) sezonowo
  - Londyn (Port lotniczy Londyn-Heathrow)
  - Manchester (Port lotniczy Manchester)
- Włochy
  - Mediolan (Port lotniczy Mediolan-Malpensa)
  - Piza (Port lotniczy Piza) sezonowo
  - Rzym (Port lotniczy Rzym-Fiumicino)
  - Wenecja (Port lotniczy Wenecja-Marco Polo) sezonowo

## Flota
Według stanu na styczeń 2025 flota Finnair składała się z 80 samolotów o średnim wieku 14,2 lat:
| Samolot         | Samolot | Samolot   | Liczba miejsc | Liczba miejsc | Liczba miejsc | Liczba miejsc | Uwagi |
| Model           | Aktywne | Zamówione | B             | E+            | E             | Łącznie       | Uwagi |
| --------------- | ------- | --------- | ------------- | ------------- | ------------- | ------------- | ----- |
| Airbus A319-100 | 5       | -         | 14            | -             | 130           | 144           |       |
| Airbus A320-200 | 10      | -         | 14            | -             | 160           | 174           |       |
| Airbus A321-200 | 15      | -         | 16            | -             | 193           | 209           |       |
| Airbus A330-300 | 8       | -         | 45            | 40            | 178           | 263           |       |
| Airbus A330-300 | 8       | -         | 28            | 21            | 230           | 279           |       |
| Airbus A350-900 | 18      | -         | 43            | 24            | 211           | 278           |       |
| Airbus A350-900 | 18      | -         | 30            | 26            | 265           | 321           |       |
| ATR 72          | 12      | -         | -             | -             | 68            | 68            |       |
| Embraer E190    | 12      | -         | 12            | -             | 88            | 100           |       |
| Łącznie         | 80      | 0         |               |               |               |               |       |

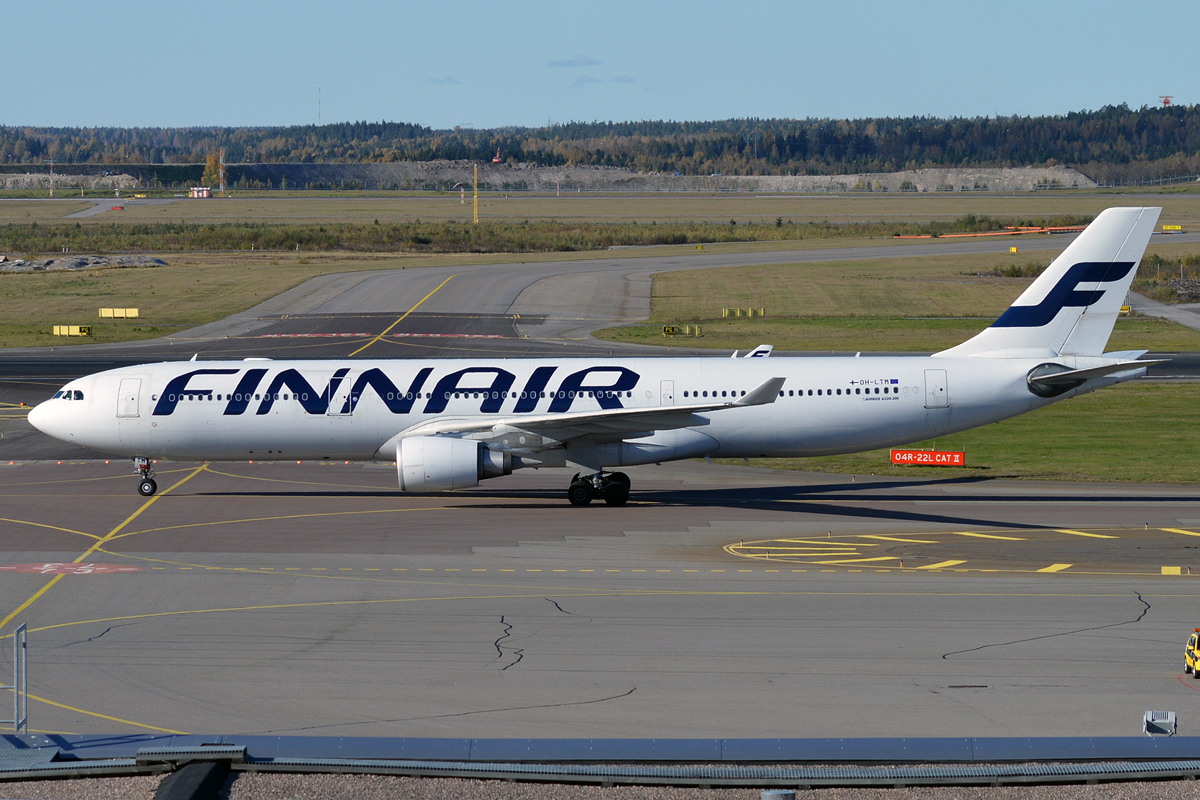
Airbus A330-300 na lotnisku w Helsinkach
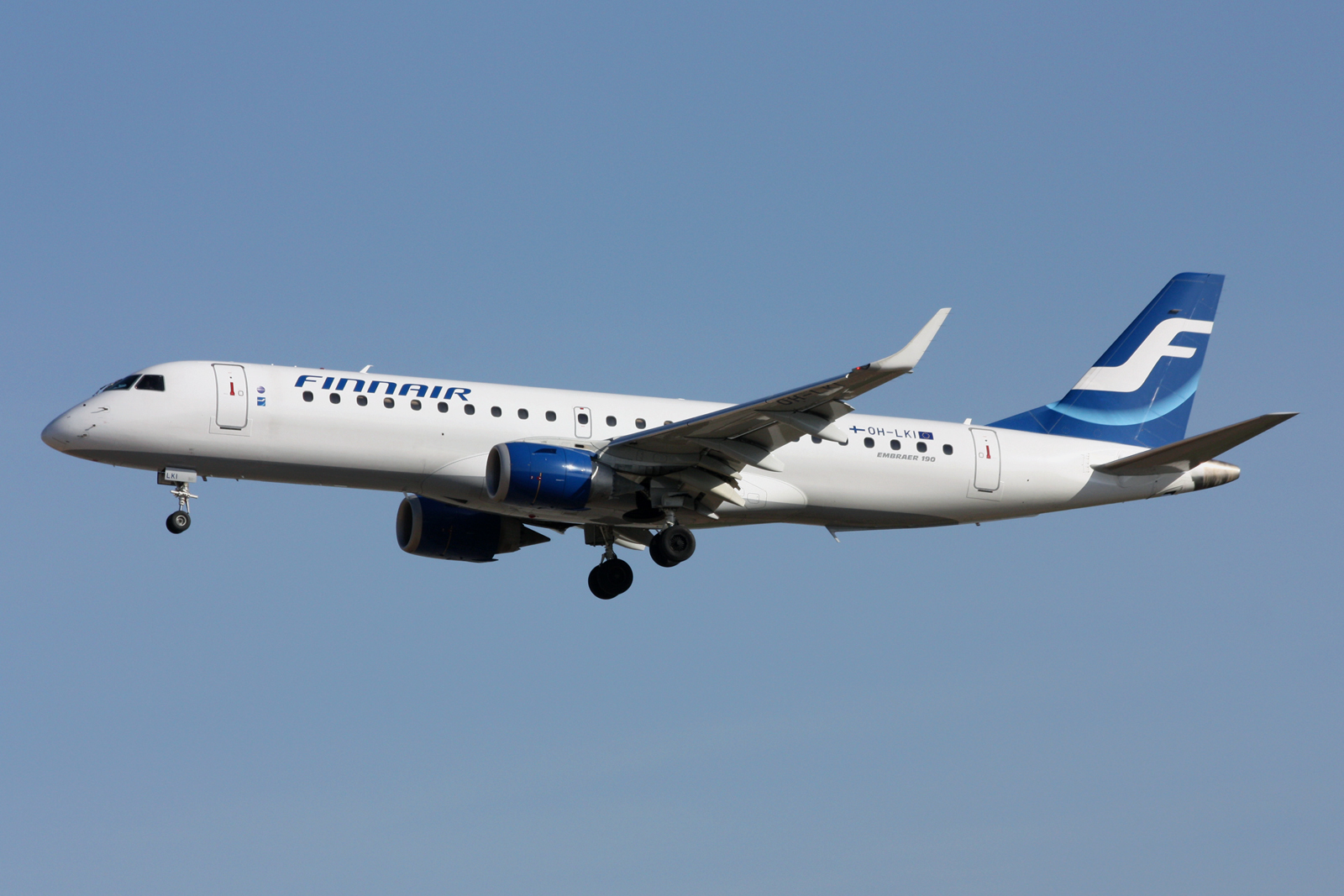
Embraer ERJ-190 w starym malowaniu Finnair
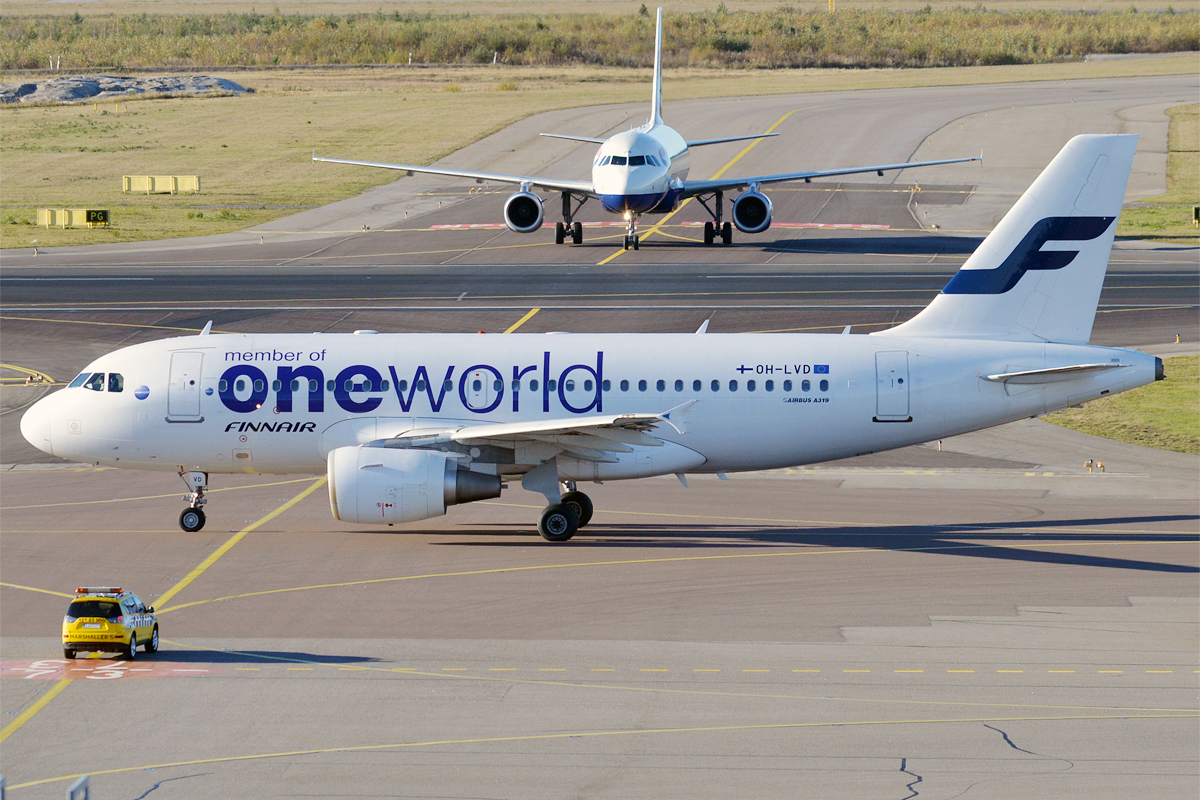
Airbus A319 należący do Finnair w barwach sojuszu Oneworld
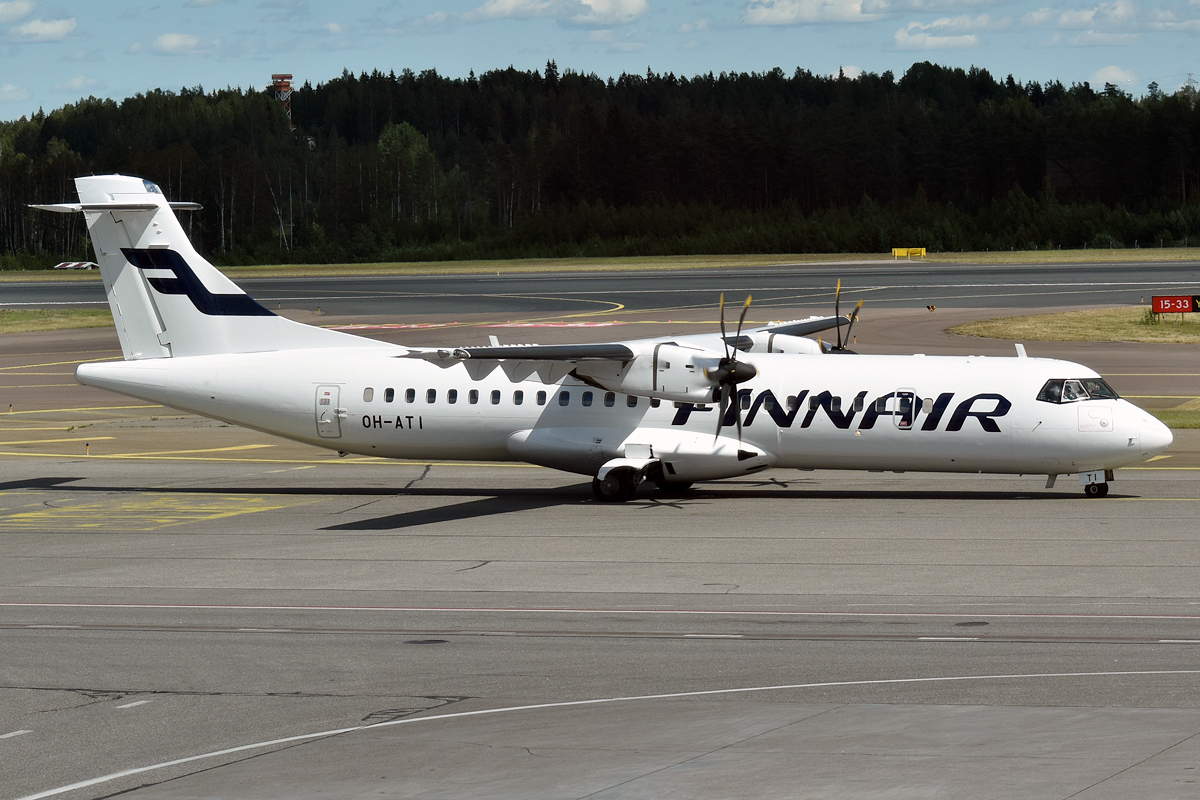
ATR 72-500 w barwach Finnair (należący do Nordic Regional Airlines)